# Bokutachi wa Benkyō ga Dekinai
Boku-tachi wa benkyō ga dekinai (ぼくたちは勉強ができない dịch Chúng mình không học nổi) hay được gọi tắt là Bokuben (ぼく勉), là một bộ shōnen manga được viết và minh họa bởi Tsutsui Taishi. Nó bắt đầu xuất bản trên Tuần san Shōnen Jump vào ngày 6 tháng 2 năm 2017 với các chương riêng lẻ được Shueisha thu thập và xuất bản thành bảy tập tankōbon Tính đến  tháng 7 năm 2018. Viz Media đã cấp phép cho manga ở Bắc Mỹ và đăng nó trên bản kỹ thuật số của họ. Vào ngày 30 tháng 3 năm 2018, Viz Media thông báo rằng họ sẽ xuất bản truyện tranh in vào cuối năm đó. Một bộ phim truyền hình anime được chuyển thể bởi Studio Silver và Arvo Animation được công chiếu vào ngày 7 tháng 4 năm 2019. Bộ truyện được cấp phép bởi Aniplex của Mỹ.

## Cốt truyện
Bộ truyện kể về nam sinh Yuiga Nariyuki khi cậu dạy kèm ba thiên tài thuộc các môn học khác nhau ở trường cao trung để có được học bổng VIP đặc biệt cho đại học: Furuhashi Fumino là một thiên tài về văn học nhưng học rất kém về toán học, Ogata Rizu là một thiên tài về toán học và khoa học nhưng văn học và nghệ thuật là những môn học kém đối với cô, và Takemoto Uruka là một thiên tài trong lĩnh vực thể thao nhưng thực sự dở trong tất cả những môn khác. Cùng nhau, họ học tập rất chăm chỉ và muốn giỏi hơn ở những môn học mà họ còn kém trong khi Fumino và Ogata muốn đi học đại học và làm những môn này suốt đời. Khi các cô gái làm việc chăm chỉ với Nariyuki để đạt được mục tiêu học tập của mình, họ cũng phải đối phó với tình cảm của tuổi trẻ của mình dành cho cậu.
Bộ truyện có 5 cái kết song song được gọi là route, mỗi route dành cho một nhân vật nữ chính với Nariyuki. Thứ tự là: Uruka, Rizu, Fumino, Asumi và Mafuyu.

## Nhân vật

### Nhân vật chính
Yuiga Nariyuki (唯我 成幸)
Lồng tiếng bởi: Ōsaka Ryōta
Nhân vật nam chính của bộ truyện. Một học sinh cao trung năm 3 có thành tích học tập tốt nhưng gia cảnh khó khăn. Để nhận được xuất đề cử VIP đặc biệt, cậu có nhiệm vụ đưa 3 thiên tài vào trường đại học mà họ mong muốn. Sự tập trung của cậu vào việc học được lấy cảm hứng từ người cha quá cố của cậu, người đã chết ngay trước khi cậu lên sơ trung. Trong suốt quá trình phát triển cốt truyện, Nariyuki chưa bao giờ hoặc rất ít khi để ý đến sự quan tâm lãng mạn mà các "học trò" dành cho cậu.
Furuhashi Fumino (古橋 文乃)
Lồng tiếng bởi: Shiraishi Haruka
Một trong những nhân vật nữ chính và là bạn cùng khối với Nariyuki. Cô là thiên tài trong lĩnh vực văn học và nghệ thuật, nhưng yếu kém trước những câu hỏi toán học đơn giản nhất. Lý do tại sao cô ấy muốn theo đuổi một khoa học là vì cô ấy muốn tìm một ngôi sao mà cô ấy tin là sự tái sinh của người mẹ quá cố của cô ấy. Trớ trêu thay, bố cô là giáo sư toán học. Hai bố con đã có một mối quan hệ căng thẳng trong nhiều năm kể từ khi mẹ cô mất 10 năm trước cho đến khi Nariyuki hỗ trợ thì mối quan hệ của họ đã hòa giải. Cô thường là người tư vấn cho Nariyuki về vấn đề tình cảm giữa cậu và các "học trò" của mình, thế nhưng, cô đã rơi vào lưới tình với cậu lúc nào không biết, và cố gắng hy sinh cảm xúc của mình vì bạn bè.
Trong Route của mình, cô chính là người đã ngã cầu thang trên đường đến trường đi thi tuyển sinh đại học chứ thay vì Nariyuki. Lợi dụng cái chân bị gãy của mình là chất xúc tác để cô có thể gần gũi với cậu nhiều hơn, cô và Nariyuki đã đấu tranh để bày tỏ cảm xúc của mình, cả hai đã làm được và trở thành một cặp.
Ogata Rizu (緒方 理珠)
Lồng tiếng bởi: Tomita Miyu
Một trong những nhân vật nữ chính và là bạn cùng khối với Nariyuki. Cô là thiên tài trong lĩnh vực toán học và khoa học, nhưng yếu kém trong văn học và nghệ thuật. Sở thích muốn hiểu cảm xúc của con người đã thôi thúc cô quyết định theo đuổi một lĩnh vực liên quan đến văn học thay vì liên quan đến khoa học. Cô ấy cũng đam mê các trò chơi board game và đánh bài, sự yêu thích trò chơi board game bắt nguồn từ những mà cô nhận được từ người bà quá cố. Cô chưa bao giờ giành được chiến thắng dù chỉ một trận. Cô đổ lỗi cho sự mất mát vô tận của mình về việc cô không thể nắm bắt được cảm xúc của con người. Gia đình cô có mở một cửa hàng mì Udon mà cô có tham gia phụ quán.
Trong Route của mình, Rizu & Nariyuki đã giúp Sekijou Sawako & bố mẹ cô làm hòa với nhau, sau đó họ trở thành một cặp
Takemoto Uruka (武元 うるか)
Lồng tiếng bởi: Suzushiro Sayumi
Một trong những nhân vật nữ chính và là bạn cùng khối với Nariyuki. Cô đã từng là bạn học của Nariyuki thời sơ trung. Cô là thiên tài trong lĩnh vực thể thao, đặc biệt là bơi lội, nhưng cô ấy vô vọng trong tất cả môn học khác. Cô đặt mục tiêu cải thiện điểm số bằng Tiếng Anh để giúp cô đạt được mục tiêu giành được học bổng bơi lội ở trường đại học. Cô đã phải lòng Nariyuki từ hồi cấp 2 & kết bạn với cậu sau khi giúp cậu vượt qua nỗi đau mồ côi cha. Tuy nhiên, cô luôn đấu tranh tinh thần để thú nhận tình cảm với Nariyuki. Sau đó cô nhận được một lời đề nghị cho một học bổng ở Úc & trở thành vận động viên bơi lội nổi tiếng.
Trong Route của mình sau vài năm đi học ở Úc cô đã trở về Nhật Bản và gặp lại bạn bè cũ. Ở cuối Route 1, ta đã thấy cô được Nariyuki cầu hôn và cô đã chấp nhận lời cầu hôn để trở thành vợ của Nariyuki.
Kirisu Mafuyu (桐須 真冬)
Lồng tiếng bởi: Lynn
Một giáo viên của Học viện Ichinose, và gia sư đầu tiên của Rizu và Fumino. Ý kiến của cô về giáo dục rất mạnh mẽ và cô cảm thấy thật lãng phí khả năng không theo đuổi con đường lợi dụng tài năng thiên bẩm của một cá nhân. Cô trước đây là một vận động viên trượt băng nghệ thuật đầy tham vọng, đã giã từ môn thể thao này sau khi được truyền cảm hứng để theo đuổi sự nghiệp giảng dạy của cha Nariyuki. Trong khi Mafuyu luôn tỏ ra lạnh lùng và nhẫn tâm, trong lòng cô luôn luôn quan tâm đến học sinh của mình & muốn thấy học trò của mình thành công. Mặc dù có phong thái chuyên nghiệp và nghiêm túc trong công việc, nhưng khi về nhà thì cô là người cực kì lười biếng.
Trong Route của mình, Nariyuki đã chuyển đến căn hộ cạnh Mafuyu, và trở thành đồng nghiệp với nhau tại trường Ichinose. Câu chuyện kết thúc khi Mafuyu nhận ra tình cảm của mình dành cho Nariyuki và cả hai, đã quyết định về chung một nhà với nhau vào ngày cưới của họ.
Kominami Asumi (小美浪 あすみ)
Lồng tiếng bởi: Asahina Madoka
Một alumna của Học viện Ichinose. Mặc dù có ngoại hình nhỏ bé nhưng cô thực sự già hơn so với các diễn viên chính còn lại. Cô đang cố gắng tham gia chương trình trường y khoa quốc gia mặc dù có điểm số kém về khoa học, để hỗ trợ phòng khám y tế của cha cô. Cô lần đầu tiên gặp Nariyuki tại lò luyện thi và thường trêu chọc kiêm tán tỉnh Nariyuki, khiến cậu đỏ mặt. Để trả tiền cho việc học ở trường, cô làm việc tại một quán cà phê hầu gái tên là High Stage.
Trong Route của mình, câu chuyện đã diễn ra vài năm sau cốt truyện chính, lúc này cô đã tốt nghiệp trường y dược và đang ở trên một hòn đảo nhỏ không rõ tên để trở thành bác sĩ. Nariyuki cũng trùng hợp đến hòn đảo để trở thành giáo viên và cũng là hàng xóm sống cạnh cô ở khu chung cư. Sau một loạt sự kiện, Nariyuki đã bị thương nặng khi cố gắng cứu học trò của mình ở bến tàu trong một đêm đầy gió bão. Asumi buộc phải tiến hành phẫu thuật để cứu sống cậu. Ca phẫu thuật đã củng cố tình cảm của cô dành cho Nariyuki và sau khi đã hồi phục sau một thời gian dưỡng thương, Nariyuki đã cầu hôn cô. Cô chấp nhận lời cầu hôn của cậu rồi quyết định sẽ về chung một nhà trong tương lai gần nhất.

### Nhân vật phụ
Sekijō Sawako (関城 佐和子)
Lồng tiếng bởi: Ōnishi Saori
Một sinh viên năm thứ 3 tại Học viện Ichinose và chủ tịch câu lạc bộ hóa học. Cô rất ngưỡng mộ Rizu.
Yuiga Mizuki (唯我 水希)
Lồng tiếng bởi: Kouno Marika
Em gái lớn của Nariyuki, là một brocon.
Kirisu Miharu (桐須 美春)
Em gái của Mafuyu, một vận động viên trượt băng nghiệp dư cầu toàn. Cô là siscon.

## Truyền thông

### Manga
Được viết và minh họa bởi Tsutsu Taishii, manga đã được ra mắt trong số thứ 10 của tạp chí Shōnen Jump hàng tuần của Shueisha vào ngày 6 tháng 2 năm 2017. Viz Media đã công bố giấy phép của họ cho manga phát hành tiếng Anh ở Bắc Mỹ vào tháng 4 năm 2017, được xuất bản kỹ thuật số trên tạp chí Weekly Shonen Jump của họ.

### Light Novel
Bộ truyện có một cuốn tiểu thuyết mang tên Bokutachi wa Benkyō ga Dekinai hi Nichijō no Reidai-shū, được xuất bản vào ngày 4 tháng 4 năm 2019 bởi Shueisha dưới dấu ấn JUMP j-BOOKS của họ.

### Anime
Một bộ phim truyền hình anime chuyển thể đã được công bố trong số 39 của Tuần san Shōnen Jump vào ngày 27 tháng 8 năm 2018. Bộ anime được đạo diễn bởi Iwasaki Yoshiaki và được viết bởi Zappa Gō, với sự hợp tác của Studio Silver và Arvo Animation và thiết kế nhân vật của Sasaki Masakatsu. Nakayama Masato đang sáng tác nhạc.  Bộ phim được công chiếu vào ngày 7 tháng 4 năm 2019 trên Tokyo MX, Gunma TV, Tochigi TV, BS11, AT-X, MBS và TV Aichi.  Nhạc chủ đề mở đầu là "Ready Study Go!" (Tạm dịch: Sẵn sàng học tập!) và nhạc chủ đề kết thúc là "Never Give It Up !!"; cả hai đều được thực hiện bởi Shiraishi Haruka, Tomita Miyu và Suzushiro Sayumi dưới tên Study. Aniplex của Mỹ đã cấp phép cho bộ truyện được phân phối dưới tiêu đề We Never Learn: BOKUBEN, và sẽ phát trực tuyến trên Crunchyroll, Hulu và FunimationNow. Ở Úc và New Zealand, AnimeLab sẽ phát trực tuyến bộ truyện trong khu vực.

#### Mùa 1
| No. | Tiêu đề | Ngày công chiếu     |
| --- | --- | ------------------- |
| 1   | "Tensai to [X] wa Hyōriittai de aru (Genius and X Are Two Sides of the Same Coin) Tên được dịch: Thiên tài và X là hai mặt của đồng xu" Chuyển ngữ: "Tensai to [X] wa Hyōriittai de aru" (天才と［Ｘ］は表裏一体である) | 7 tháng 4 năm 2019  |
| 2   | "Uogokoro Areba, Tensai ni [X] Kokoro ari (A Fish Is to Water as a Genius Is to X) Tên được dịch: Cá hợp với nước như Thiên tài hợp với X" Chuyển ngữ: "Uogokoro Areba, Tensai ni [X] Kokoro ari" (魚心あれば、天才に［Ｘ］心あり)                                                                                               | 14 tháng 4 năm 2019 |
| 3   | "Tensai wa [X] ni mo Kokoro Tsūzuru Mono to Shiru (A Genius Resonates Emotionally with X) Tên được dịch: Thiên tài phát triển tình cảm với X" Chuyển ngữ: "Tensai wa [X] ni mo Kokoro Tsūzuru Mono to Shiru" (天才は［Ｘ］にも心通ずるものと知る)                                                                                | 21 tháng 4 năm 2019 |
| 4   | "Kanojo ga Tensai ni Nozomu Mono Sunawachi [X] de aru (What She Wants from a Genius Is [X]) Tên được dịch: Điều cô ấy cần ở Thiên Tài là X" Chuyển ngữ: "Kanojo ga Tensai ni Nozomu Mono Sunawachi [X] de aru" (彼女が天才に望むもの即ち［Ｘ］である)                                                                            | 28 tháng 4 năm 2019 |
| 5   | "Rinkan no tensai wa [X] ni meisō suru (A Genius in the Forest Is Strayed by [X]) Tên được dịch: Thiên tài bị bỏ rơi ở rừng bởi X" Chuyển ngữ: "Rinkan no tensai wa [X] ni meisō suru" (林間の天才は［Ｘ］に迷走する) | 5 tháng 5 năm 2019  |
| 6   | "Tensai [X] tachi wa kakushite benkyō ga dekinai (Thus, [X] Geniuses Never Learn) Tên được dịch: Do đó, Thiên Tài X không bao giờ học" Chuyển ngữ: "Tensai [X] tachi wa kakushite benkyō ga dekinai" (天才［Ｘ］たちはかくして勉強ができない)                                                                                    | 12 tháng 5 năm 2019 |
| 7   | "Zenninsha no hitoku ryōiki wa [X] na arisamadearu (A Former Tutor's Secret Spot is [X]) Tên được dịch: Điểm bí mật của cựu gia sư là X" Chuyển ngữ: "Zenninsha no hitoku ryōiki wa [X] na arisamadearu" (前任者の秘匿領域は［Ｘ］な有様である)                                                                                  | 19 tháng 5 năm 2019 |
| 8   | "Tensai no ichi kyoshu ichi tōsoku wa toki ni [X] o honrō suru (Sometimes a Genius's Every Action Is at the Mercy of [X]) Tên được dịch: Thỉnh thoảng, mỗi hành động của Thiên Tài được khoan dung bởi X" Chuyển ngữ: "Tensai no ichi kyoshu ichi tōsoku wa toki ni [X] o honrō suru" (天才の一挙手一投足は時に［Ｘ］を翻弄する) | 26 tháng 5 năm 2019 |
| 9   | "Kindan no chi nite kare wa, [X] ga tame funtō suru (He Struggles with [X] in a Forbidden Zone) Tên được dịch: Anh ấy cố gắng với X ở khu vực cấm" Chuyển ngữ: "Kindan no chi nite kare wa, [X] ga tame funtō suru" (禁断の地にて彼は、［Ｘ］が為奮闘する)                                                                       | 2 tháng 6 năm 2019  |
| 10  | "Kano shin tenchi ni mayoe ru kohitsuji wa x to kaikō suru (A Lost Lamb in New Territory Encounters [X]) Tên được dịch: Chú cừu nhỏ lạc trong lãnh thổ mới gặp mặt X" Chuyển ngữ: "Kano shin tenchi ni mayoe ru kohitsuji wa x to kaikō suru" (かの新天地に迷える子羊は［Ｘ］と邂逅する)                                         | 9 tháng 6 năm 2019  |
| 11  | "Igen aru zennin-sha wa toki ni [X] ni kashizuku (An Illustrious Veteran Sometimes Serves [X]) Tên được dịch: Cựu chiến binh nổi tiếng thỉnh thoảng phục vụ X" Chuyển ngữ: "Igen aru zennin-sha wa toki ni [X] ni kashizuku" (威厳ある前任者は時に［Ｘ］にかしづく)                                                              | 16 tháng 6 năm 2019 |
| 12  | "Tensai wa toki ni [X] o tomo ni wakachi tsuikai suru (Sometimes a Genius Travels Down Memory Lane with [X]) Tên được dịch: Thỉnh thoảng, Thiên tài nhớ lại kỷ niệm xưa với X" Chuyển ngữ: "Tensai wa toki ni [X] o tomo ni wakachi tsuikai suru" (天才は時に［Ｘ］をともに分かち追懐する)                                       | 23 tháng 6 năm 2019 |
| 13  | "Tensai no me ni ten no hikari wa subete [X] de aru (The Light in a Genius's Eye Is All [X]) Tên được dịch: Ánh sáng trong đôi mắt của Thiên Tài chỉ có X" Chuyển ngữ: "Tensai no me ni ten no hikari wa subete [X] de aru" (天才の目に天の光はすべて［Ｘ］である)                                                               | 30 tháng 6 năm 2019 |

#### Mùa 2
| No.                                                                                  | Tiêu đề | Ngày công chiếu      |
| ------------------------------------------------------------------------------------ | --- | -------------------- |
| 1                                                                                    | "He and a Genius Each Consider a Decision Pertaining to [X]" Chuyển ngữ: "Tensai to kare wa sono [X] naru hantei ni meimei omonbakaru" (天才と彼はその［ｘ］なる判定に銘々慮る)                         | 6 tháng 10 năm 2019  |
| Anh ấy và một thiên tài Mỗi người xem xét một quyết định có liên quan đến [X]        | |                      |
| 2                                                                                    | "At Times, an Elder's Pride Is in Direct Opposition to [X]'s Circumstances" Chuyển ngữ: "Toki ni wa, chōrō no hokori wa [X] no jōkyō ni chokusetsuhantai" (時には、長老の誇りは［ｘ］の状況に直接反対)  | 13 tháng 10 năm 2019 |
| Tại Times, niềm kiêu hãnh của người cao tuổi đối lập trực tiếp với hoàn cảnh của [X] | |                      |
| 3                                                                                    | "With the Changing Seasons, a Genius Experiences the Sorrow of [X]" Chuyển ngữ: "Tensai wa hensen suru kisetsu to [X] moyō ni ureu" (天才は変遷する季節と［ｘ］模様に憂う)                              | 20 tháng 10 năm 2019 |
| Với những mùa thay đổi, một thiên tài trải nghiệm nỗi buồn của [X]                   | |                      |
| 4                                                                                    | "Sometimes a Genius Struggles with a Limited [X]" Chuyển ngữ: "Toki ni Tensai wa Gentei Sareta [X] ni Oite Funtou suru" (時に天才は限定された［ｘ］において奮闘する)                                    | 27 tháng 10 năm 2019 |
| Đôi khi một thiên tài đấu tranh với một giới hạn [X]                                 | |                      |
| OVA                                                                                  | "The Predecessor [X] with Elegance with the Missing Item on the Beach" Chuyển ngữ: "Nagisa ni use mo no aride senjin wa enzen to [x] suru" (渚に失せものありで先人は艶然と [x] する)                    | 1 tháng 11 năm 2019  |
| Người tiền nhiệm [X] với sự thanh lịch với vật phẩm mất tích trên bãi biển           | |                      |
| 5                                                                                    | "A Heartfelt Gift Sometimes Becomes a Complicated [X]" Chuyển ngữ: "Kokorodzukushi no Tamamono wa Toki ni [X] no Sakusō to naru" (心尽くしの賜物は時に［ｘ］の錯綜となる)                               | 3 tháng 11 năm 2019  |
| Một món quà chân thành đôi khi trở thành một biến chứng [X]                          | |                      |
| 6                                                                                    | "Wherefore Might They Fathom the Aspirations of the Immediate [X]" Chuyển ngữ: "Karera wa Izukunzo mensuru [X] no Kokorozashi o Shiran ya" (彼らは安んぞ面する［ｘ］の志を知らんや)                     | 10 tháng 11 năm 2019 |
| Vì sao họ có thể hiểu được những khát vọng của ngay lập tức [X]                      | |                      |
| 7                                                                                    | "A Genius Secretly Responds with [X] to Their Conjectures" Chuyển ngữ: "Hitoshirezu Tensai wa Karera no Sontaku ni [X] suru" (人知れず天才は彼らの忖度に［ｘ］する)                                     | 17 tháng 11 năm 2019 |
| Một thiên tài bí mật đáp ứng với [X] với những phỏng đoán của họ                     | |                      |
| 8                                                                                    | "The Flow of [X] Never Ends..." Chuyển ngữ: "Yuku [X] no Nagare wa taezu shite..." (ゆく［ｘ］の流れは絶えずして...)                                                                                    | 24 tháng 11 năm 2019 |
| Dòng chảy của [X] không bao giờ kết thúc...                                          | |                      |
| 9                                                                                    | "The Star of Ultimate Love and the Name of [X] (Part 1)" Chuyển ngữ: "Saiai no Hoshi ni [X] no Na wo (Zenpen)" (最愛の星に［ｘ］の名を（前編）)                                                         | 1 tháng 12 năm 2019  |
| Ngôi sao của tình yêu tối thượng và tên của [X] (Phần 1)                             | |                      |
| 10                                                                                   | "The Star of Ultimate Love and the Name of [X] (Part 2)" Chuyển ngữ: "Saiai no Hoshi ni [X] no Na wo (Kōhen)" (最愛の星に［ｘ］の名を（後編）)                                                          | 8 tháng 12 năm 2019  |
| Ngôi sao của tình yêu tối thượng và tên của [X] (Phần 2)                             | |                      |
| 11                                                                                   | "[X] Descends Like Wildfire at the Festival's Beginning" Chuyển ngữ: "Matsuri no Hajime wa yatsugibaya karera ni [X] ga furikakaru" (祭のはじめは矢継ぎ早 彼らに［ｘ］が降りかかる)                     | 15 tháng 12 năm 2019 |
| [X] Hậu duệ như cháy rừng tại Lễ hội bắt đầu                                         | |                      |
| 12                                                                                   | "[X] Treads a Thorny Path as the Festivities Continue..." Chuyển ngữ: "Matsuri no Sawagi wa tomarazu [X] domo wa ibara no Michi wo yuku" (祭の騒ぎは留まらず［ｘ］どもは茨の道を往く)                   | 22 tháng 12 năm 2019 |
| [X] Đưa ra một con đường đầy chông gai khi các lễ hội tiếp tục...                    | |                      |
| 13                                                                                   | "A Post-Festival Celebration of [X], Both Dazzling And Lonely" Chuyển ngữ: "Matsuri no Owari wa sabishiku mo hanayaka ni [X] domo wo shukufuku suru" (祭の終わりは寂しくも華やかに［ｘ］どもを祝福する) | 29 tháng 12 năm 2019 |
| Lễ kỷ niệm sau lễ hội của [X], vừa rực rỡ vừa cô đơn                                 | |                      |